# Damián Bobadilla
Damián Josué Bobadilla Benítez, mais conhecido como Damián Bobadilla ou simplesmente Bobadilla (Assunção, 11 de julho de 2001), é um futebolista paraguaio que atua como meio-campista. Atualmente joga pelo São Paulo.

## Carreira

### Cerro Porteño
Nascido em Assunção, capital do Paraguai, Damián Bobadilla começou sua carreira nas categorias de base do Cerro Porteño, onde participou de todas as divisões de base até ser promovido ao elenco profissional no ano de 2021. Sua estreia aconteceu no dia 4 de maio, entrando como substituto na derrota fora de casa por 4–0 para o Atlético Mineiro, pela Copa Libertadores da América. Seu primeiro gol pelo clube aconteceu no dia 20 de julho de 2022, em uma vitória fora de casa por 1–0 sobre o Tacuary, pelo Campeonato Paraguaio.
Inicialmente reserva, foi com o treinador Facundo Sava que Bobadilla passou a atuar na titularidade do time do Cerro Porteño no ano de 2023, sendo importante em diversas partidas do clube. No dia 25 de junho do mesmo ano, o Cerro Porteño renovou o contrato de Damián Bobadilla até o ano de 2025.

### São Paulo
No dia 20 de dezembro de 2023, o São Paulo anunciou a contratação de Damián Bobadilla, por um vínculo de quatro anos. Sua estreia pelo novo clube aconteceu no dia 27 de janeiro de 2024, entrando como titular em uma vitória em casa por 1–0 sobre a Portuguesa, pelo Campeonato Paulista. Seu primeiro gol pelo São Paulo aconteceu no dia 7 de fevereiro, em uma vitória em casa por 3–0 sobre o Água Santa.

## Seleção Paraguaia
Em 6 de outubro de 2023, Damián Bobadilla foi convocado pela primeira vez pela Seleção Paraguaia para a disputa das partidas contra Argentina e Bolívia respectivamente, pelas Eliminatórias para a Copa do Mundo de 2026.

## Vida pessoal
Damián Bobadilla é filho do ex-goleiro Aldo Bobadilla, que também foi revelado pelo Cerro Porteño e atuou na Seleção Paraguaia.

## Estatísticas
Atualizado até 10 de março de 2024.

### Clubes
| Equipe            | Temporada         | Campeonato nacional | Campeonato nacional | Campeonato nacional | Copa nacional[a] | Copa nacional[a] | Copa nacional[a] | Competições continentais[b] | Competições continentais[b] | Competições continentais[b] | Outros torneios[c] | Outros torneios[c] | Outros torneios[c] | Total | Total | Total   |
| Equipe            | Temporada         | Jogos               | Gols                | Assist.             | Jogos            | Gols             | Assist.          | Jogos                       | Gols                        | Assist.                     | Jogos              | Gols               | Assist.            | Jogos | Gols  | Assist. |
| ----------------- | ----------------- | ------------------- | ------------------- | ------------------- | ---------------- | ---------------- | ---------------- | --------------------------- | --------------------------- | --------------------------- | ------------------ | ------------------ | ------------------ | ----- | ----- | ------- |
| Cerro Porteño     | 2021              | 2                   | 0                   | 0                   | 3                | 0                | 0                | 2                           | 0                           | 0                           | —                  | —                  | —                  | 7     | 0     | 0       |
| Cerro Porteño     | 2022              | 15                  | 1                   | 1                   | 1                | 0                | 0                | 2                           | 0                           | 0                           | —                  | —                  | —                  | 18    | 1     | 1       |
| Cerro Porteño     | 2023              | 37                  | 8                   | 1                   | 1                | 1                | 0                | 10                          | 2                           | 0                           | —                  | —                  | —                  | 48    | 11    | 1       |
| Cerro Porteño     | Total             | 54                  | 9                   | 2                   | 5                | 1                | 0                | 14                          | 2                           | 0                           | 0                  | 0                  | 0                  | 73    | 12    | 2       |
| São Paulo         | 2024              | 0                   | 0                   | 0                   | 0                | 0                | 0                | 0                           | 0                           | 0                           | 7                  | 1                  | 0                  | 7     | 1     | 0       |
| São Paulo         | Total             | 0                   | 0                   | 0                   | 0                | 0                | 0                | 0                           | 0                           | 0                           | 7                  | 1                  | 0                  | 7     | 1     | 0       |
| Total na carreira | Total na carreira | 54                  | 9                   | 2                   | 5                | 1                | 0                | 14                          | 2                           | 0                           | 7                  | 1                  | 0                  | 80    | 13    | 2       |

- a. ^ Jogos do Copa do Paraguai e da Copa do Brasil
- b. ^ Jogos da Copa Libertadores da América
- c. ^ Jogos do Campeonato Paulista e da Supercopa Rei

## Títulos
Cerro Porteño
- Campeonato Paraguaio: Clausura 2021

São Paulo
- Supercopa Rei: 2024[17]